# Gavin Free
Gavin David Free, född 23 maj 1988, är en engelsk skådespelare, underhållare och filmskapare.
Ursprungligen kommer han från Thame i Oxfordshire. Han är känd för sitt arbete inom företaget Rooster Teeth, som ligger i Austin, Texas, där han förekommer i många projekt som till exempel Achievement Hunter, deras TV-spelsavdelning, sin egen YouTube-baserade web show The Slow Mo Guys som han skapade med sin vän Daniel Gruchy, och även en av huvudpersonerna i Rooster Teeth's animerade web serie X-Ray and Vav.